# Kaple svatého Stapina (Klokočka)
Kaple svatého Stapina (Stafina, Stabina; někdy v mapách uváděna též jako sv. Prokopa) na Klokočce, je barokní památka stojící v lesích na pravém břehu Jizery na katastrálním území Bakova nad Jizerou. Je chráněna jako kulturní památka České republiky. Klokočkou je nazývána jak kaple, tak i samota v úzkém a vlhkém údolí potoka Rokytky, obklopená polesím s přilehlou oborou Klokočka.

## Historie
Kaple byla postavena v letech 1724–1730 na náklady hraběnky Marie Markéty Valdštejnové v sousedství starší dřevěné svatyňky, která byla zbořena roku 1811. Kaple byla postavena podle úmyslu jejího zesnulého chotě Františka Josefa z Valdštejna, který se léčil vodou z místního pramene, jíž byly od té doby připisovány léčivé vlastnosti. Kaple byla roku 1730 zasvěcena sv. Stapinovi, pomocníku nemocným dnou, bakovským farářem Kašparem Zárubou. Vysvěcena byla v den svátku sv. Prokopa, ve stejný den se konaly i poutě k ní, proto začala být označována i jako kaple sv. Prokopa.

## Exteriér
Stavba je umístěna na kamenné terase, spočívající na třech pilířových arkádách a zdobené sochami sv. Judy Tadeáše a sv. Jana Nepomuckého. Socha sv. Jana Nepomuckého byla v roce 2011 přemístěna do budovy kaple. Jedná se o barokní elipsovitou centrální stavbu s půlkruhovým presbytářem a plochým průčelím, která je členěná pilastry a půlkruhovými okny. Vnitřek je zdoben pilastry nesoucí valenou klenbu s lunetami.

## Interiér
Hlavní oltář je barokní z roku 1742. Oltářní obraz se sv. Stapinem je nesený anděly. Dva boční oltáře s rámovými obrazy sv. Tekly a Kamila jsou v rokokovém stylu z roku 1794. Ve věžičce se kolem roku 1930 nacházel zvonek zasvěcený sv. Prokopu.

## Galerie

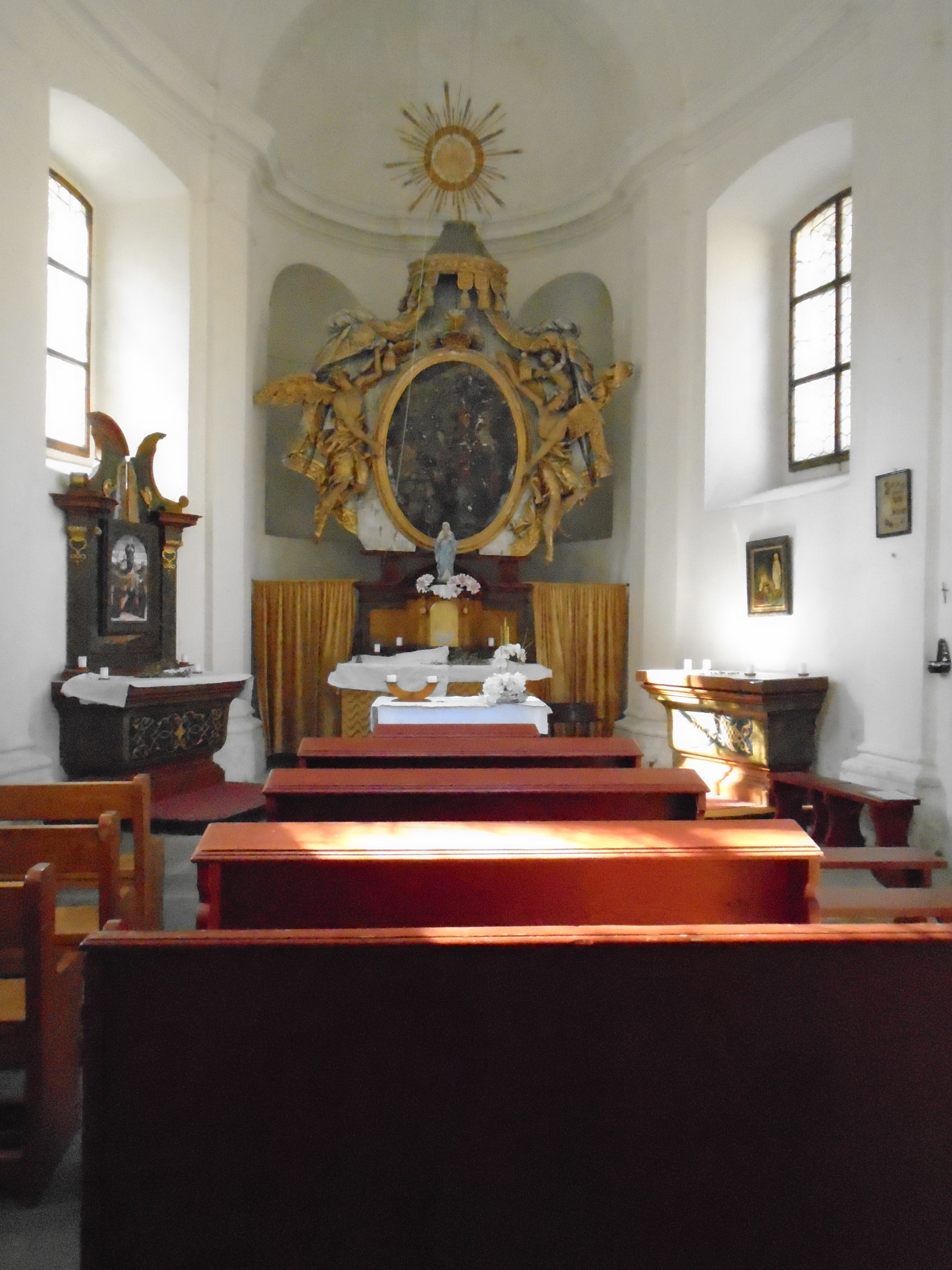
Interiér kaple v roce 2022
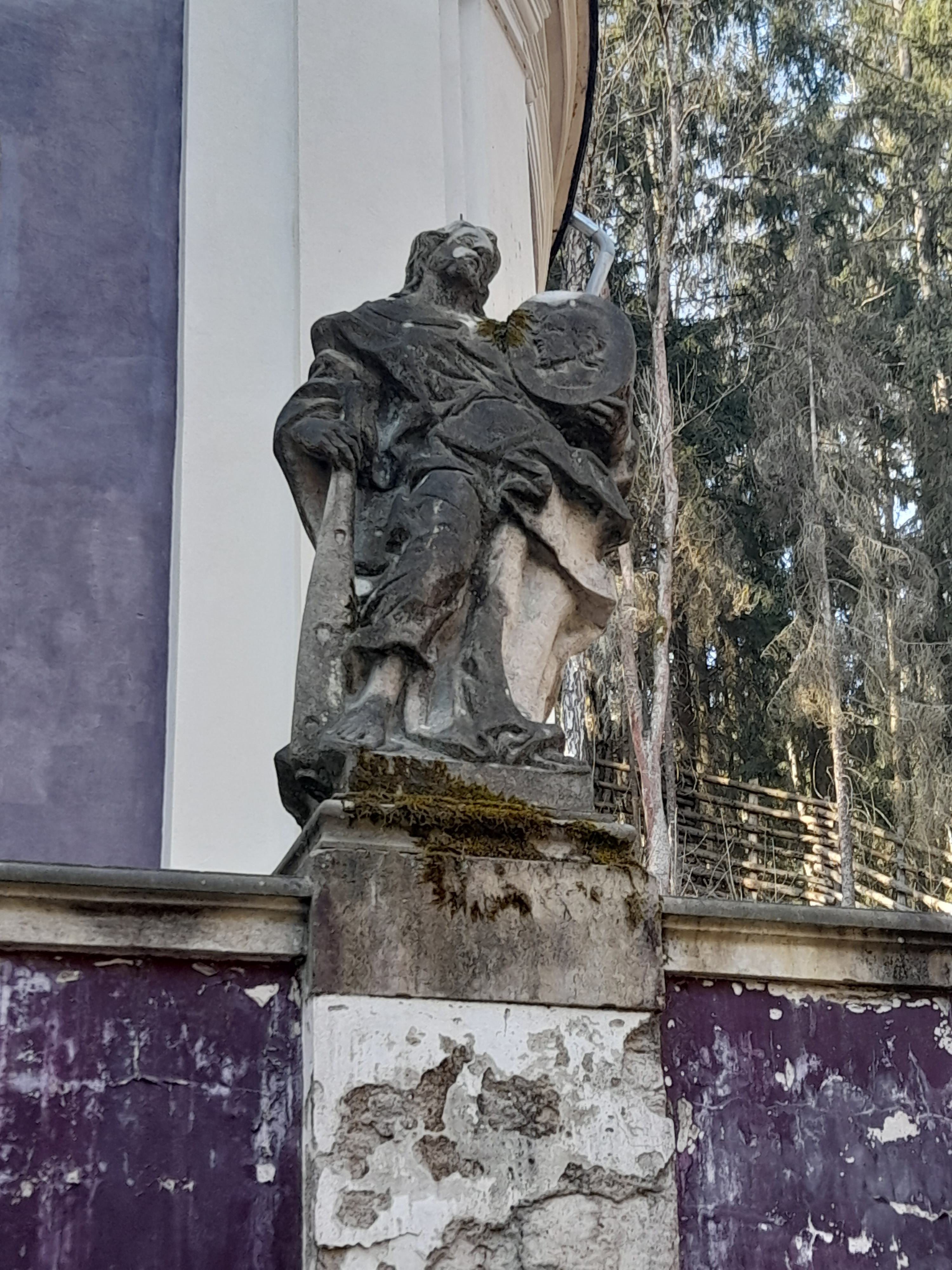
Socha sv. Judy Tadeáše s kyjem a obrazem s tváří Krista na terase před kaplí
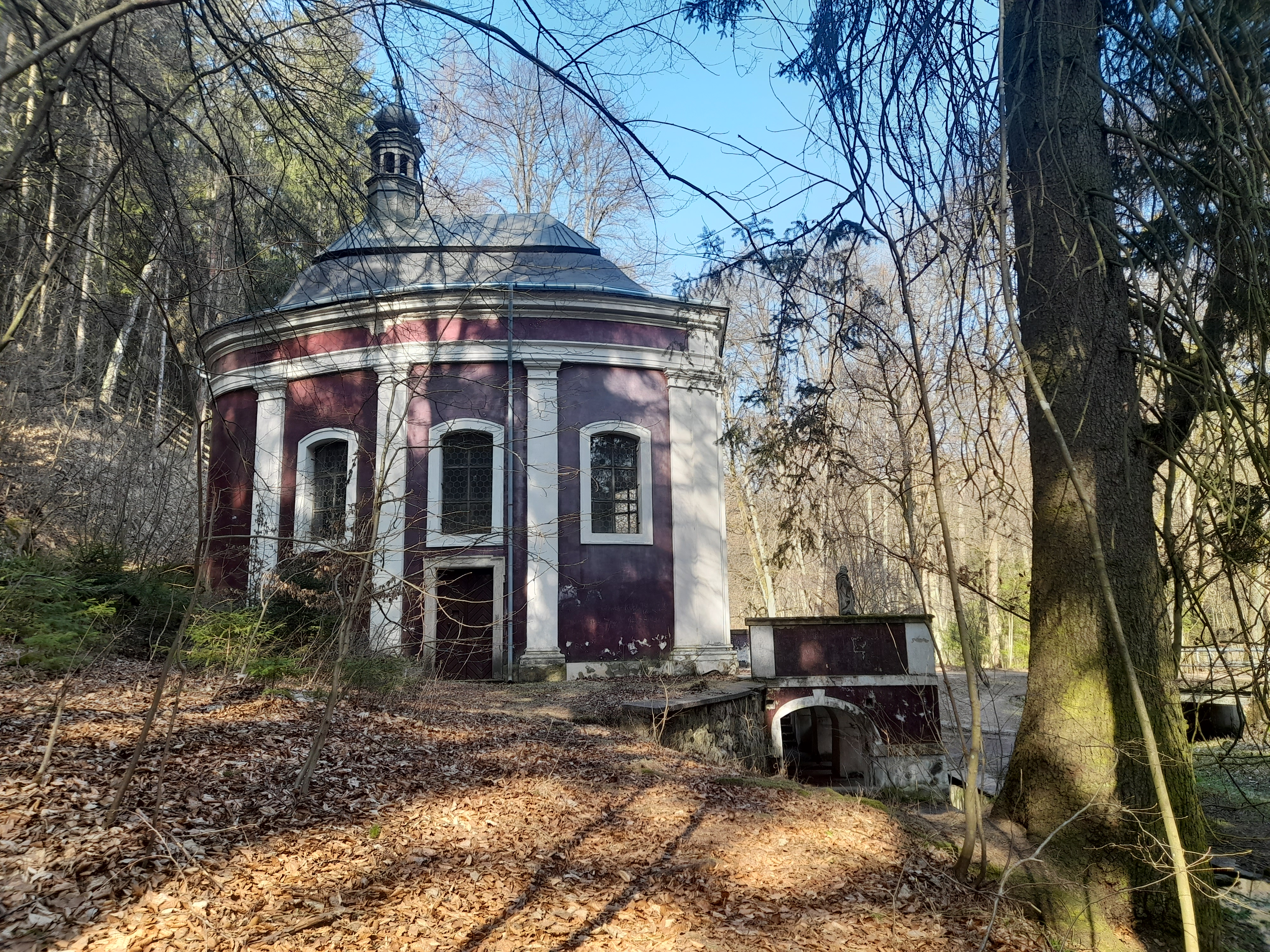
Boční pohled
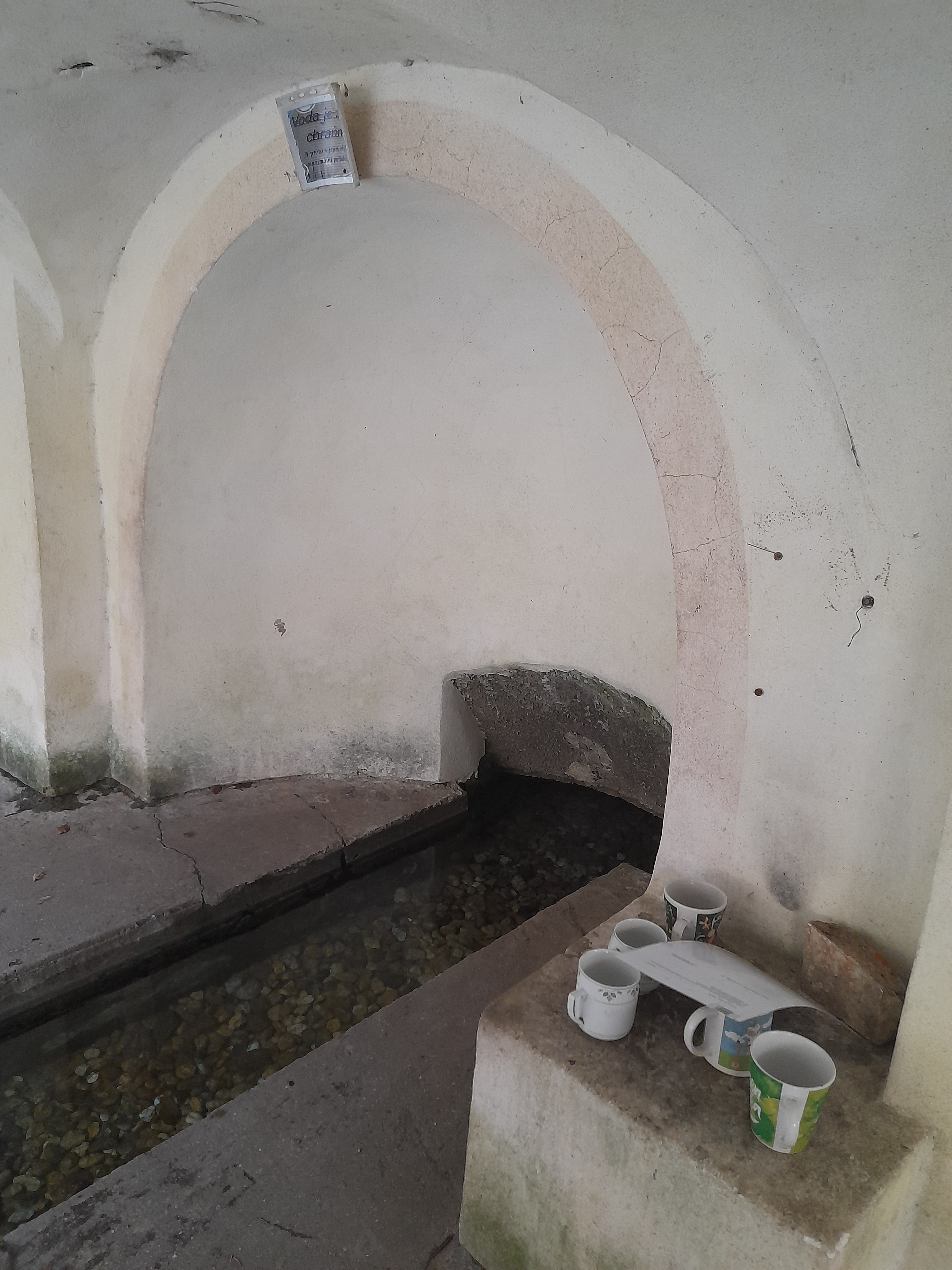
Pramen pod kaplí
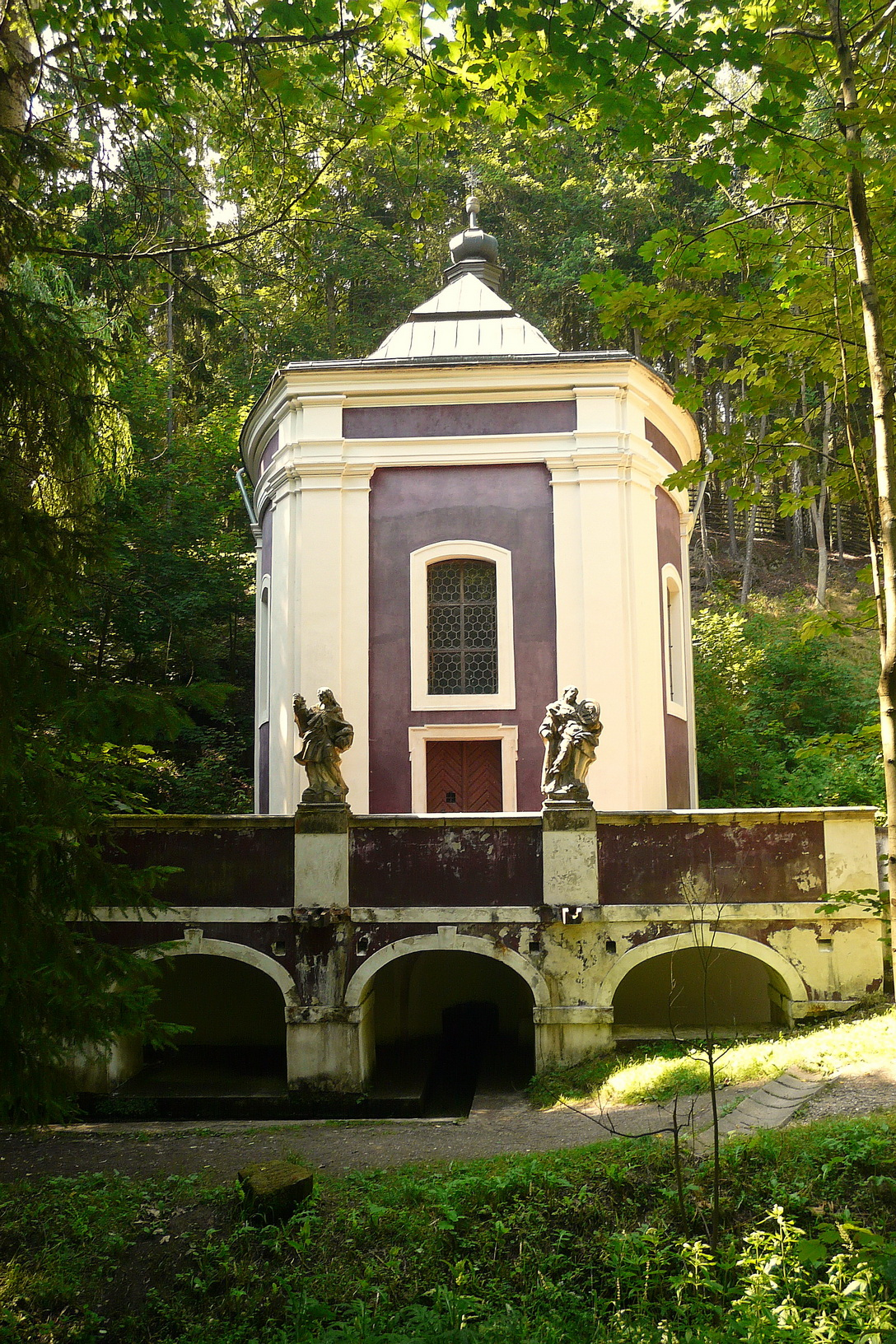
Průčelí kaple v roce 2010 s oběma sochami na terase